# Karl Philipp zu Schwarzenberg
Karl Philipp zu Schwarzenberg (n. 18 aprilie 1771, Viena – 15 octombrie 1820, Leipzig) a fost un renumit feldmareșal austriac, tatăl guvernatorului Transilvaniei Karl Borromäus zu Schwarzenberg.

## Familia
Karl Philipp s-a născut la Viena ca al doilea fiu al lui Johann Nepomuk Anton Schwarzenberg și al Mariei Eleonora, contesă de Öttingen-Wallerstein. Karl Philipp a întemeiat a doua linie (secundogenitura) Casei de Schwarzenberg.

## Viața
A intrat în cavaleria imperială în 1788, a luptat în 1789 sub Lacy și Laudon împotriva Imperiului Otoman, s-a distins prin curajul său și a devenit maior în 1792. În campania franceză din 1793 a servit în avangarda armatei, comandată de prințul Josias de Coburg, iar la Le Cateau-Cambrésis în 1794, atacul impetuos din fruntea regimentului său, sprijinit viguros de 12 escadroane britanice, a pătruns printr-un întreg corp de armată francez, a omorât și rănit 3.000 de oameni și a capturat 32 de tunuri inamice. A fost decorat imediat cu Crucea Ordinului Maria Terezia.

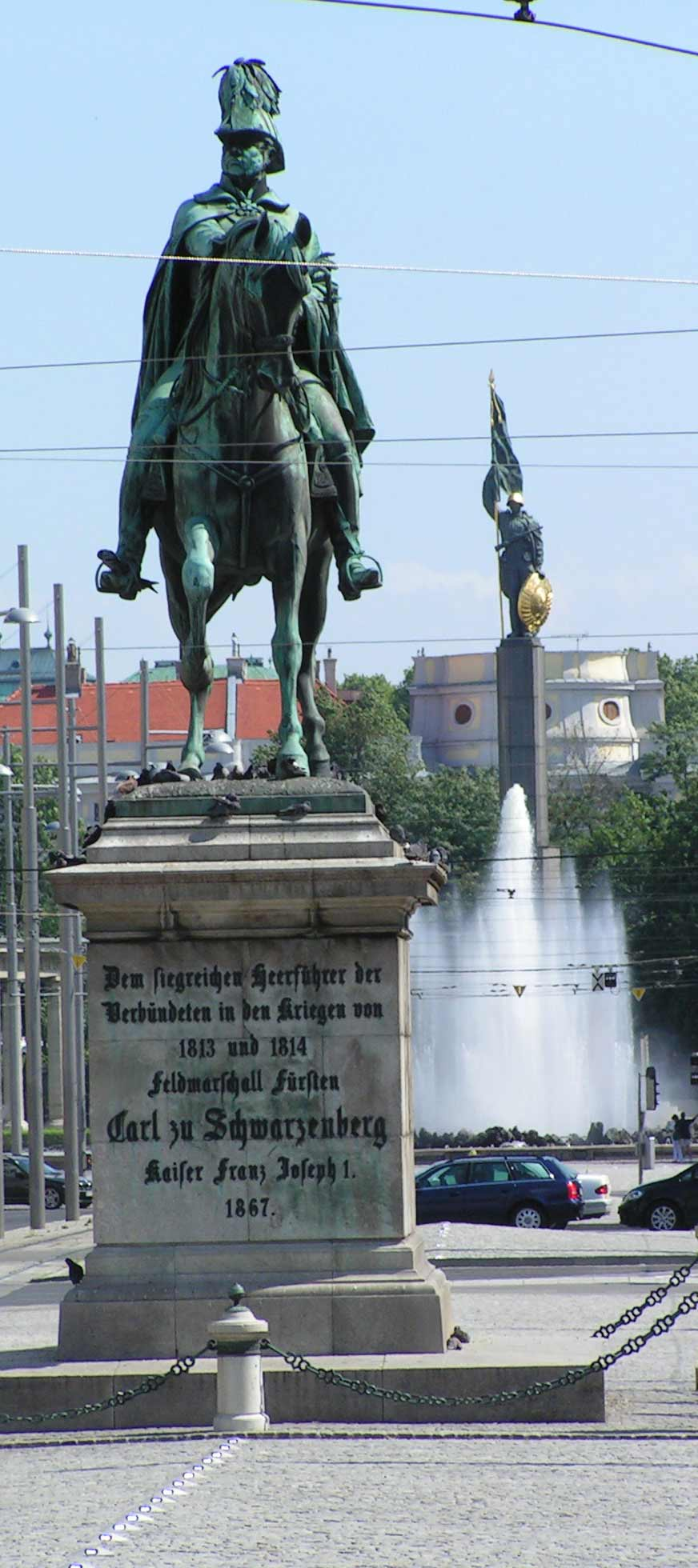
Monumentul lui Schwarzenberg din Schwarzenbergplatz, Viena

După ce a luat parte la bătăliile de la Amberg și Würzburg în 1796, a fost avansat la gradul de general-maior, iar în 1799 la gradul de locotenent-feldmareșal. La înfrângerea de la Hohenlinden din 1800, promptitudinea și curajul său au salvat flancul drept al armatei austriece de la distrugere, fiindu-i apoi acordată comanda ariergărzii de către Arhiducele Carol de Austria. În războiul din 1805 a deținut comanda unei divizii sub generalul Mack, iar atunci când Ulm a fost încercuit de Napoleon în octombrie el a fost unul dintre bravii membri ai escadronului de cavalerie, sub comanda arhiducelui Ferdinand de Austria-Este, care și-a croit drum printre liniile inamice. În același an a fost numit comandant al Ordinului Maria Terezia și în 1809 a primit Lâna de Aur.
Atunci când în 1808, în perspectiva unui nou război împotriva Franței, Austria a decis să trimită un emisar special în Rusia, Schwarzenberg, care era persona grata la curtea de la Sankt Petersburg, a fost ales. Cu toate acestea, s-a întors la timp pentru a participa la Bătălia de la Wagram și curând după aceea a fost ridicat la rangul de general de cavalerie. După semnarea păcii de la Viena, a fost trimis la Paris pentru a negocia căsătoria dintre Napoleon și arhiducesa Maria Luisa de Austria. Prințul a organizat un bal în onoarea miresei pe 1 iulie 1810, care s-a terminat cu tragica moarte a multora dintre invitați, inclusiv a sorei sale vitrege, într-un incendiu.
Napoleon l-a apreciat foarte mult pe Schwarzenberg, iar la cererea sa prințul a preluat comanda corpului auxiliar de armată austriac în Campania rusească din 1812. Rolul austriecilor era în special de natură politică și abia apoi militară, însă Schwarzenberg a avut câteva succese minore prin manevre iscusite fără a da o mare bătălie. Apoi, conform instrucțiunilor emise de Napoleon, a rămas inactiv timp de câteva luni la Pultusk. În 1813, atunci când Austria, după multe ezitări, a trecut de partea aliaților împotriva lui Napoleon, Schwarzenberg, promovat recent în gradul de feldmareșal, a fost numit comandant suprem al Marii Armate Aliate din Boemia. Astfel, el a fost cel mai mare în grad dintre generalii aliați care au condus campania din 1813-1814 până la victoria finală de la Paris și răsturnarea de pe tron a lui Napoleon.
Există obiceiul de a-l acuza pe Schwarzenberg de o timiditate și prudență prea accentuate, iar operațiunile sale pot fi cu ușurință subestimate în comparație cu cele ale subordonatului său principal, îndârjitul Blücher, însă criticii uită adeseori faptul că Schwarzenberg era mai înainte de toate un general austriac, că armata sa era practic întreaga forță de care dispunea Austria în Europa Centrală și de aceea nu trebuiau asumate riscuri inutile, iar cauzele așa-zisei sale lașități ar trebui căutate mai degrabă în arhivele politice de la Viena, decât în manualele strategiei militare. În orice caz victoria, obținută totuși, a fost atât de completă pe cât își dorea Austria, iar răsplatele sale au fost multe: Marile Cruci ale Ordinului Maria Terezia, o proprietate, poziția de președinte al Hofkriegsrat-ului și, o onoare deosebită, dreptul de a adăuga stema Austriei pe blazonul Casei sale. Dar, curând după aceea, pierzându-și sora Carolina, de care era profund atașat, s-a îmbolnăvit. Un accident vascular cerebral l-a paralizat în 1817, iar în 1820, atunci când a vizitat din nou orașul Leipzig, scena bătăliei la care comandase cu șapte ani înainte, a suferit un al doilea accident vascular. A murit acolo pe 15 octombrie.